# Syrrhoites anaticauda
Syrrhoites anaticauda är en kräftdjursart som beskrevs av K. H. Barnard 1930. Syrrhoites anaticauda ingår i släktet Syrrhoites och familjen Synopiidae. Inga underarter finns listade i Catalogue of Life.